# Polisväsendets organisation i Sverige mellan 1999 och 2015
Polisväsendets organisation i Sverige mellan 1999 och 2015 var uppdelad i  21 polisdistrikt, motsvarande de 21 länen. I varje polisdistrikt fanns en polismyndighet som leddes av en länspolismästare. Den 1 juni 1998 inrättades de dåvarande 21 polisdistrikten som följde länsgränserna, som en del av ett pågående rationaliseringsarbete.

## Polismyndigheter
Polismyndigheten i ett län ansvarade för polisverksamheten i sitt distrikt. Chef för en polismyndighet var en länspolismästare. Den ställföreträdande polischefen skulle vara en biträdande länspolismästare eller, om det inte fanns en sådan vid polismyndigheten, den befattningshavare som angavs i myndighetens arbetsordning.
För ledning av polismyndigheten fanns en polisstyrelse. Styrelsen skulle bestå av länspolismästaren och högst tretton andra ledamöter, som utsågs av regeringen för en bestämd tid. För dessa ledamöter skulle lika många suppleanter utses. De ledamöter och suppleanter som utsågs skulle vara svenska medborgare, vara bosatta inom distriktet och ha rösträtt vid val av kommunfullmäktige. Genom justitieombudsmannen och riksrevisionen, som båda lyder under riksdagen (inte under regeringen), så fanns det även en viss direkt parlamentarisk kontroll av polismyndigheterna.

## Rikspolisstyrelsen
Rikspolisstyrelsens huvuduppgift var att samordna och rationalisera polisen. De kunde också på uppdrag av regeringen leda polisen verksamhet för att förebygga brott och avslöja brott mot rikets säkerhet. Rikspolisstyrelsen fördelar också de statligt anslagna medlen för polisen mellan de olika polismyndigheterna. Rikspolisstyrelsen leddes av en rikspolischef som utsågs av regeringen.

## Polischefer
Polischefer vid nationella myndigheter (kategori 1) var rikspolischefen, överdirektören vid Rikspolisstyrelsen och rikskriminalchefen samt säkerhetspolischefen och biträdande säkerhetspolischefen. Den anställdes genom beslut om förordnande av regeringen.
Polischefer vid lokala myndigheter (kategori 2) var länspolismästare, biträdande länspolismästare, polismästare och polisöverintendent samt polisintendent och polissekreterare. För anställning som polischef i kategori 2 krävdes normalt juris kandidatexamen, däremot fanns inget krav på polisutbildning. Samtliga länspolismästare utsågs av regeringen efter anmälan av Rikspolisstyrelsen. Beslut om anställning som biträdande länspolismästare, polismästare eller polisöverintendenter fattades av Rikspolisstyrelsen. Anställning som polisintendent och polissekreterare beslutades av polismyndighet.

## Statens kriminaltekniska laboratorium
Statens kriminaltekniska laboratorium var Sveriges kriminaltekniska centrum med experter på diverse vetenskapliga områden. Det låg i Linköping.